# Benjamin Boakye
 (août 2025).
Benjamin Boakye, né le 7 mars 2005 à Pforzheim, est un footballeur allemand qui évolue au poste d'ailier au VfB Stuttgart.

## Biographie

### Carrière en club
Né à Pforzheim en Allemagne, Benjamin Boakye est formé par le VfB Stuttgart, où il commence sa carrière professionnelle en championnat d'Allemagne. Il joue son premier match avec l'équipe première du club le 27 novembre 2024, lors d'une rencontre de Ligue des champions, contre l'Étoile rouge de Belgrade.

### Carrière en sélection
Benjamin Boakye est international allemand junior avec l'équipe des moins de 18 ans à partir de novembre 2022.

## Palmarès
VfB Stuttgart II
- Regionalliga Sud-Ouest
  - Champion en 2023-24